# Миодраг Павловић
Миодраг Павловић (Нови Сад, 28. новембар 1928 — Тутлинген, 17. август 2014) био је српски књижевник, песник и есејиста, академик САНУ и дугогодишњи уредник Просвете.
Написао је четрдесет књига поезије, двадесетак књига есеја, пет или шест књига уметничке прозе и неколико антологија. Његов легат налази се у Удружењу за културу, уметност и међународну сарадњу „Адлигат” у Београду, у којем је био и члан оснивач.

## Биографија
Рођен је 1928. у Новом Саду. Основну и средњу школу је завршио у Београду, као и Медицински факултет који је студирао у периоду 1947-1954. Он је песник, приповедач, есејиста, драмски писац, преводилац и антологичар. 1952. је објавио своју прву збирку песама под називом „87 песама”. Ова збирка песама се сматра прекретницом у новијој српској поезији и она је у потпуности определила даљи животни пут Миодрага Павловића. Након његове знамените књиге „87 песама”, која је, насупрот соцреализму, прокламовала неонадреалистички протест, Павловић је, онда када је то била идеолошко-политичка јерес, посегао за ревалоризацијом наше неправедно запостављене песничке прошлости. Миодраг Павловић је у духовном сазвучју балканске традиције и живог преплитања митских и историјских наноса установио нов тип српског песништва.
Имао је водеће место у модерној српској поезији почев од већ култне књиге „87 песма” чије је објављивање 1952. означило дефинитивни раскид њега и његове генерације са наметнутим догмама, естетским и идеолошким, у стваралаштву.
Изванредан зналац српске и европске поезије, сјајан есејиста. Један од најутицајнијих песника послератне српске књижевности. Његова поезија и есеји су објављени на свим европским језицима и неколико оријенталних језика. Његова дела су нарочито превођена на немачки језик и врло високо оцењивана у најугледнијим немачким листовима, чему је знатно допринео немачки преводилац Петер Урбан, Павловићев дугогодишњи пријатељ. Заступљен је у првој антологији модерне српске поезије на немачком језику која је изашла 2004. године. Ова антологија се зове „Песма помера брда” према једном стиху Миодрага Павловића, антологија садржи 260 песама од 82 песника.
1960. је постао драматург у Народном позоришту у Београду. Радио је 12 година као уредник у издавачком предузећу „Просвета”.
Био је редовни члан Европске академије за поезију. Дописни члан Српске академије наука и уметности постао је 1978, а редовни члан 1985. године. Био је један од академика који су потписали Апел против рата, овај апел је објављен 18. новембра 1991. Био је и један од извршилаца последње воље Исидоре Секулић.
Међу најзначајнија његова дела спадају збирке поезије „87 песама” (1952), „Стуб сећања” (1953), „Хододарје” (1971), „Улазак у Кремону” (1989), „Космологија профаната” (1990), „С Христом нетремице” (2001), романи „Други долазак” (2000), „Афродитина увала” итд. Написао је више књига есеја. Саставио је неколико антологија поезије, међу њима се посебно истиче „Антологија српског песништва од XIII до XX века” (1964, а потом велики број издања). Ова антологија је поново вратила на поетску сцену неке заборављене писце као што је на пример Милица Стојадиновић Српкиња.
Прва књига есеја Миодрага Павловића – Рокови поезије објављена је 1958. године у издању Српске књижевне задруге и, према мишљењу књижевног историчара Милана Громовића, ,,представља неизоставно програмско есејистичко дело за осветљавање поетике послератног модернизма и неосимболизма у српској књижевности".
Умро је у Тутлингену 17. августа 2014. године, где је живео са супругом Марленом, са којом је имао ћерке Кристину и Јасмину.

## Легат Миодрага Павловића
Миодраг Павловић је још за живота почео да формира свој легат у Удружењу за културу, уметност и међународну сарадњу „Адлигат” у Београду, у коме је био и члан оснивач. Након његове смрти, званично су га формирале супруга Марлена и ћерка Кристина Павловић, те Удружењу поклониле његову целокупну библиотеку, као и значајан део намештаја и предмета из Павловићевог стана, бројне личне предмете и друго.

## Признања

#### Одликовања
- Орден Светог Саве, од Митрополита црногорско-приморског Амфилохија, у име Његове Светости Патријарха Српског Павла, 2008.[3]

#### Награде
- Награда Удружења књижевника Србије, за књигу 87 песама, 1953.
- Октобарска награда града Београда, за драмолет Игре безимених, 1963.
- Змајева награда, за дело Велика Скитија, 1969.
- Награда „Златна струна”, за песму „Научите пјесан”, 1971.
- Награда „Бранко Миљковић”, за књигу Видовница, 1978.
- Награда „Ђорђе Јовановић”, за књигу Поетика модерног, 1978.
- Награда „Драинац”, за књигу Следства, 1986.
- Нолитова награда, за књигу Поетика жртвеног обреда, 1988.
- Седмојулска награда, 1988.
- Награда „Златни кључ Смедерева”, 1989.
- Златни беочуг, 1989.
- Награда „Тодор Манојловић”, за 1992.
- Награда „Изванредни Златни беочуг”, 1993.
- Награда „Беловодска розета”, 1993.
- Награда Задужбине Јакова Игњатовића, 1993.
- Европска награда за поезију Књижевне општине Вршац, 1994.
- Награда „Жичка хрисовуља”, 1994.
- Награда „Рамонда сербика”, 1995.
- Награда „Златни крст кнеза Лазара”, 1995.
- Дучићева награда, 1996.
- Дисова награда, 1996.
- Награда „Десанка Максимовић”, 1996.
- Вукова награда, 1998.
- Награда „Одзиви Филипу Вишњићу”, 1999.
- Награда Просветиног антиратног сајма књига, за књигу Антологија српског песништва, 1999.
- Награда „Лаза Костић”, за књиге Искон, Извор и Исход, 2000.
- Награда „Круна деспота Стефана Лазаревића”, 2001.
- Награда „Стефан Првовенчани”, 2003.
- Награда „Рачанска повеља”, 2003.
- Европска награда за поезију, за збирку поезије Улазак у Кремону (на немачки превео Петер Урбан), Минстер, 2003.[6]
- Награда „Арка”, за књигу Живот у јарузи, 2006.
- Награда Српске књижевне задруге, 2006.
- Међународна књижевна награда „Виленица”, Словенија, 2006.
- Награда „Печат вароши сремскокарловачке”, за књигу Рајске изреке, 2007.
- Награда „Змај Огњени Вук”, Живот у јарузи – Ктиторов сан, 2007.
- Велика базјашка повеља, 2007.
- Награда „Извиискра Његошева”, 2008.
- Награда „Златни прстен деспота Стефана Лазаревића”, 2010.
- Награда „Петраркa”, Минхен, 2012.[7][8][9]

## Дела (библиографија)

### Поезија
- 87 песама, Ново поколење, Београд, 1952.
- Стуб сећања, Ново поколење, Београд, 1953.
- Октаве, Нолит, Београд, 1957.
- Млеко искони, Просвета, Београд, 1963.
- 87 песама (избор поезије), Нолит, Београд, 1963.
- Велика Скитија, Свјетлост, Сарајево, 1969.
- Нова Скитија, изд. часописа "Књижевност", Београд, 1970.
- Хододарје, Нолит, Београд, 1971.
- Светли и тамни празници, Матица српска, Нови Сад, 1971.
- Велика Скитија и друге песме (изабране и нове песме), СКЗ, Београд, 1972.
- Заветине, Рад, Београд, 1976.
- Карике, Светлост, Крагујевац, 1977.
- Певања на Виру, Слово љубве, Београд, 1977.
- Бекства по Србији, Слово љубве, Београд, 1979.
- 87 песама, Дечје новине, Горњи Милановац, 1979 (треће издање).
- Изабране песме, Рад, Београд, 1979.
- Видовница, Народна књига, Београд, 1979.
- Поезија И и Поезија II, у оквиру Изабраних дела Миодрага Павловића, "Вук Караџић", Београд, 1981.
- Дивно чудо, Нолит, Београд, 1982.
- Златна завада, Градина, Ниш, 1982.
- Следство, СКЗ, Београд, 1985.
- Поезија, Просвета, Београд, 1986.
- Светогорски дани и ноћи, Јединство, Приштина, 1987.
- Одбрана нашег града, Смедеревска песничка јесен, Наш глас, Смедерево, 1989.
- Улазак у Кремону, Нолит, Београд, 1989.
- Књига старословна, СКЗ, Београд, 1989; 1991 (друго издање).
- Безазленства, Милић Ракић, Ваљево, 1989.
- Он, Братство-јединство, Нови Сад, 1989.
- Дивно чудо, НИРО "Књижевне новине", Београд, 1989 (друго издање).
- Цосмологиа профаната, Графос, Београд, 1990.
- Есеј о човеку, КОВ, Вршац, 1992.
- Песме о детињству и ратовима, СКЗ, Београд, 1992.
- Књига хоризонта, Просвета, Београд, 1993.
- Небо у пећини, Крајински књижевни круг, Неготин, 1993.
- Међустепеник, КОВ, Вршац, 1994.
- Улазак у Кремону, ГНБ "Жарко Зрењанин" и Зенит", Зрењанин, 1995 (друго издање).
- Бекства по Србији и Следства, "Ваљевска штампарија", Ваљево, 1995.
- Небо у пећини, Дисово пролеће, Чачак, 1996 (друго издање).
- Изабране и нове песме, Просвета, Београд, 1996.
- Ново име клетве, СКЦ, Београд, 1996.
- Посвећење песме (избор из поезије), Просвета, Ниш, 1996.
- Изабране песме, Завод за уџбенике и наставна средства, Београд, 1996.
- Велика Скитија и друге песме (изабране и нове песме), СКЗ, Београд, 1996 (друго издање).
- Србија до краја века (изабране песме), Задужбина Десанке Максимовић, Народна библиотека Србије и СКЗ, Београд, 1996.

### Проза
- Мост без обала, Матица српска, Нови Сад, 1956, 1982.
- Битни људи, Просвета, Београд, 1995.

### Есеји
- Рокови поезије, СКЗ, Београд, 1958.
- Осам песника, Просвета, Београд, 1964.
- Дневник пене, Слово љубве, Београд, 1972.
- Поезија и култура, Нолит, Београд, 1974.
- Поетика модерног, Графос, Београд, 1978. (Награда „Ђорђе Јовановић”)
- Ништитељи и свадбари, БИГЗ, Београд, 1979.
- Нове сликарске године Миће Поповића, "Меркур", Апатин, 1979.
- Есеји о српским песницима и Поетика модерног, у оквиру Изабраних дела Миодрага Павловића, "Вук Караџић", Београд, 1981. (поговор Николе Милошевића).
- Природни облик и лик, Нолит, Београд, 1984.
- Сликарство Младена Србиновића, САНУ, Београд, 1985.
- Обредно и говорно дело, Просвета, Београд, 1986.
- Поетика жртвеног обреда, Нолит, Београд, 1987. (Нолитова награда)
- Говор о ничем, Градина, Ниш, 1987.
- Храм и преображење, Сфаирос, Београд, 1989.
- Читање замишљеног, Братство-јединство, Нови Сад, 1990.
- Есеји о српским песницима, СКЗ, Београд, 1992.
- Огледи о народној и старој српској поезији, СКЗ, Београд, 1993.
- Поетика жртвеног обреда, СКЦ, Београд, 1996 (друго издање).

### Драме
- Игре безимених, Просвета, Београд, 1963.
- Кораци у подземљу, Матица српска, Нови Сад, 1991.

### Путописи
- Кина — око на путу, изд. часописа "Градина", Ниш, 1982, СКЦ, Београд, 1995 (друго издање).
- Путеви до храма, Просвета, Ниш, 1991.
- Отварају се хиландарске двери, Просвета, Београд, 1997.

### Антологије
- Антологија модерне енглеске поезије (са Св. Бркићем), Нолит, Београд, 1957. и 1975.
- Антологија српског песништва од XIII до XX века, СКЗ, Београд, 1964, 1984. (са новим предговором), 1994 (седмо издање).
- Песништво европског романтизма, Просвета, Београд, 1969, 1979.
- Антологија лирске народне поезије, Вук Караџић, Београд, 1982.; друго издање "Књижевне новине", Београд, 1989.
- Бој на Косову, Народне песме, Просвета, Ниш, 1989.

### Предговори
- Радомир Продановић: Глас, СКЗ, Београд, 1962. (са Светозаром Бркићем)
- Велимир Живојиновић Массука: Песме. Избор и предговор. Просвета, Београд, 1965.
- Поезија од Војислава до Бојића, Нолит, Београд, 1966.
- Исидора Секулић: Есеји И, Просвета, Свјетлост, Напријед, Београд, Сарајево, Загреб, 1967.
- Владислав Петковић-Дис: Утопљене душе, Просвета, Београд, 1968.
- Јован Јовановић-Змај: Певанија, Просвета, Београд, 1968.
- Станислав Винавер: Европска ноћ и друге песме, СКЗ, Београд, 1973.
- Сима Пандуровић: Песме, Рад, Београд, 1975.
- Јован Стерија Поповић: Песме, Рад, Београд, 1976.
- Петре Андреевски: Песме, Народна књига, Београд, 1977.
- Деспот Стефан Лазаревић: Слова и натписи, Слово љубве, Београд, 1979.
- Робер Марто: На Киркином острву, Градина, Ниш, 1984.
- Шарл Бодлер: Одабрана проза, Нолит, Београд, 1957.
- Александар Блок: Ни снови ни јава, СКЗ, Београд, 1959.
- Морис Бланшо: Есеји, Нолит, Београд, 1960.
- Вилијем Фокнер: Реквијем за искушеницу, СКЗ, Београд, 1960.
- Петрус Борел, есеј. Предговор књизи Петрус Борел: Шампавер, Просвета, Београд, 1962.
- Хорхе Луис Борхес: Маштарије, Нолит, Београд, 1963.
- Сен-Џон Перс, предговор књизи Морекази од Сен-Џон Перса, Просвета, Београд, 1963.
- Од камена до света, предговор књизи Васка Попе Непочин поље. Просвета, Београд, 1963.
- Влада Урошевић: Уснули град, Слово љубве, Београд, 1977.
- Јован Јовановић Змај: Ђулићи Ђулићи увеоци, Дечје новине, Горњи Милановац, 1979.
- Петар Петровић Његош: Луча микрокозма, Рад, Београд, 1979.
- Љубомир Симовић: Хлеб и со, СКЗ, Београд, 1987.
- Матија Бећковић: Кажа, СКЗ, Београд, 1988.
- Ђорђе Сп. Радојичић: Старо српско песништво, Багдала, Крушевац, 1988.
- Т. С. Елиот: Пуста земља, Просвета, Ниш, 1988.

### Књиге о поезији Миодрага Павловића
- Радоман Кордић: Говор с дна, Вук Караџић, Београд, 1976.
- Часлав Ђорђевић: Миодраг Павловић песник хуманистичке етике, Светлост, Крагујевац, 1974.
- Богдан А. Поповић: Епски распони Миодрага Павловића, Графос, Београд, 1985.
- Злата Коцић: Ртањска светила, Просвета, Ниш, 1996.
- Часлав Ђорђевић: Песниково свевидеће око, Просвета, Београд, 1997.

### Темати у часописима посвећени критичко-теоријском раду Миодрага Павловића
- Савременик, бр. 6, 1981. са прилозима Љиљане Шоп, Ненада Љубинковића, Славка Гордића, Предрага Протића и Мирка Магарашевића.
- Градина, бр. 5, 1988. Антрополошка мисленица Миодрага Павловића са прилозима Сретена Петровића, Владете Јеротића, Бојана Јовановића, Дејана Ајдачића, Новака Килибарде и Часлава Ђорђевића.
- Расковник, јесен-зима 1988. Уз 60-годишњицу Миодрага Павловића, Народно стваралаштво — тема и надахнуће, са прилозима Драгана Кочишевића, Љубомира Симовића, Часлава Ђорђевића, Зорана Глушчевића, Богдана А. Поповића, Ненада Љубинковића, Снежане Самарџије, Љубинка Раденковића и Жарка Требјешанина.
- Браничево, бр. 1-2, 1990. Митотворство и миторушилаштво са прилозима Радомана Кордића, Мирослава Лукића и Александра М. Петровића.
- Књижевност, 5-6-7, 1992. са прилозима Драшка Ређепа, Павла Зорића и Војина Матића.[3]